# Karshi Womens 2 2013
Il Karshi Womens 2 2013 è stato un torneo di tennis facente parte della categoria ITF Women's Circuit nell'ambito dell'ITF Women's Circuit 2013. Il torneo si è giocato a Qarshi in Uzbekistan dal 3 al 10 giugno 2013 su campi in cemento e aveva un montepremi di $25,000.

## Vincitrici

### Singolare
Sabina Sharipova ha battuto in finale  Ankita Raina con il punteggio di 6–3, 6–3

### Doppio
Margarita Gasparjan /  Polina Pekhova hanno battuto in finale  Veronika Kapšaj /  Teodora Mirčić con il punteggio di 6–2, 6–1